# UFC 19
UFC 19: Ultimate Young Guns foi um evento de artes marciais mistas promovido pelo Ultimate Fighting Championship, ocorrido em 5 de março de 1999 no Casino Magic, em Bay St. Louis, nos Estados Unidos. O evento foi transmitido em pay-per-view nos Estados Unidos e posteriormente lançado em home video.

## Histórico
O UFC 19 marcou pela primeira vez a presença de wrestlers universitários dos Estados Unidos e a primeira luta televisionada do ex-Campeão Meio-Pesado do UFC e integrante do Hall da Fama Chuck Liddell, que havia participado de uma luta preliminar não televisionada no UFC 17.
Na luta principal, Guy Mezger enfrentou Tito Ortiz numa revanche da final do UFC 13, em que Mezger venceu por finalização. Ortiz substituiu Vitor Belfort, que abandonou o evento. A atitude desrespeitosa de Tito Ortiz com Guy Mezger e a equipe Lion's Den criou uma grande rivalidade entre Ortiz e o líder da Lion's Den Ken Shamrock.
No UFC 19 houve a terceira parte do chamado "Caminho para o Título dos Pesados", um torneio distribuído entre quatro eventos, para coroar o novo campeão da categoria pesos-pesados, que ficou vago com a saída de Randy Couture. Ficou decidido que o vencedor do duelo entre Kevin Randleman e Maurice Smith iria enfrentar Bas Rutten no UFC 20 pelo Cinturão Peso-Pesado do UFC.

## Ligações Externas
- Resultados do UFC 19 no Sherdog.com